# Guerbet-reactie
De Guerbet-reactie, genoemd naar de Fransman  Marcel Guerbet (1861-1938), is een organische reactie. Het betreft een condensatiereactie van een primair alifatisch alcohol over een katalysator bij hoge temperatuur:
Tijdens de reactie vindt dehydratie plaats van de hydroxylgroep van een alcoholmolecule met een waterstofatoom van het koolstofatoom in de bèta-positie (het tweede koolstofatoom te tellen vanaf de hydroxylgroep) van een andere alcoholmolecule. Het resultaat is een vertakt pseudo-dimeer van het alcohol, met een alkylgroep (R-groep) in de bèta-positie. Dergelijke alcoholen worden Guerbet-alcoholen genoemd. De reactie wordt onder meer gebruikt voor de productie van alcoholen met lange koolstofketens voor oppervlakteactieve stoffen: bijvoorbeeld 2-octyl-1-dodecanol uitgaande van 1-decanol.
Een eenvoudig voorbeeld van de Guerbet-reactie is de condensatie van ethanol tot 1-butanol. Bij deze reactie is de R-groep een waterstofatoom.
Met de Guerbet-reactie kunnen ook twee verschillende alcoholen gecondenseerd worden, op voorwaarde dat ten minste een van beide alcoholen een bèta-koolstofatoom heeft dat een waterstofatoom kan afstaan voor de dehydratiestap.
Bij de reactie wordt een katalysator aangewend die typisch bestaat uit een base (een alkoxide of een hydroxide van een alkalimetaal, zoals kaliumhydroxide) en een hydrogeneringskatalysator, zoals raneynikkel, als co-katalysator.